# Ordynariat Polowy Wenezueli
Ordynariat Polowy Wenezueli (hiszp. Ordinariato Militar de Venezuela) – ordynariat polowy Kościoła rzymskokatolickiego w Wenezueli podległy bezpośrednio Rzymowi. Został erygowany 31 października 1995 roku.

## Ordynariusze
- Marcial Augusto Ramírez Ponce (1996 - 2000)
- José Hernán Sánchez Porras (2000 - 2014†[1])
- Benito Adán Méndez Bracamonte (od 2015)